# Яново (Ломжинський повіт)
Яново (пол. Janowo) — село в Польщі, у гміні Ломжа Ломжинського повіту Підляського воєводства.
Населення — 182 особи (2011).
У 1975-1998 роках село належало до Ломжинського воєводства.

## Демографія
Демографічна структура станом на 31 березня 2011 року:
|          | Загалом | Допрацездатний вік | Працездатний вік | Постпрацездатний вік |
| -------- | ------- | ------------------ | ---------------- | -------------------- |
| Чоловіки | 98      | 29                 | 61               | 8                    |
| Жінки    | 84      | 14                 | 58               | 12                   |
| Разом    | 182     | 43                 | 119              | 20                   |